# Puerto del Callao
El Puerto del Callao, oficialmente el Terminal Portuario del Callao, es un puerto marítimo de la costa central del Perú, en el Pacífico sur-oriental, perteneciente además a la ciudad del Callao, en la Provincia Constitucional del Callao. Además por naturaleza es el puerto de la gran capital peruana Lima. Gracias a este puerto lleva el nombre la Plaza Callao en Madrid, España haciendo honor al gran puerto del Callao en el Perú, donde los españoles en épocas coloniales, traían carga y sacaban carga del Virreinato del Perú
Es el principal puerto del Perú en tráfico y capacidad de almacenaje. Asimismo, histórica y actualmente es uno de los más importantes de Latinoamérica (Incluyendo Brasil) ubicándose en el séptimo lugar, y en primer lugar en la región del Pacífico Sur en el 2015. En el 2018, el movimiento portuario en el puerto del Callao fue de 2,340,657 TEU ubicándose en el puesto 6 en la lista de actividad portuaria de América Latina y el Caribe.
Tiene una profundidad de hasta 16 metros, lo que permite recibir naves que transporten hasta 15 mil TEU, tiene tres concesiones las cuales responde a la APN (Autoridad Portuaria Nacional) que están a cargo de Dubai Ports World , DP World Callao (Muelle Sur) y APM Terminals (Muelle Norte), y Transportadora Callao S.A.

## Historia
Fundado por los españoles en 1537. Al puerto llegaban de África todos los cargamentos de esclavos, que eran luego trasladados al Rimac (Lima) para su venta.

## Fauna
En el puerto del Callao y sus alrededores se puede encontrar:
- Aves marinas: pelícanos peruanos, piqueros, gaviotas, zarcillos, guanayes, patillos y chuitas.
- Mamíferos marinos: lobos marinos sudamericanos, sobre todo en las islas cercanas como Palomino y la isla San Lorenzo.
- Peces: anchoveta, sardina, cabinza y otras especies costeras.
- Otros: pequeños grupos de pingüinos de Humboldt cerca de San Lorenzo, además de aves migratorias.

## Infraestructura

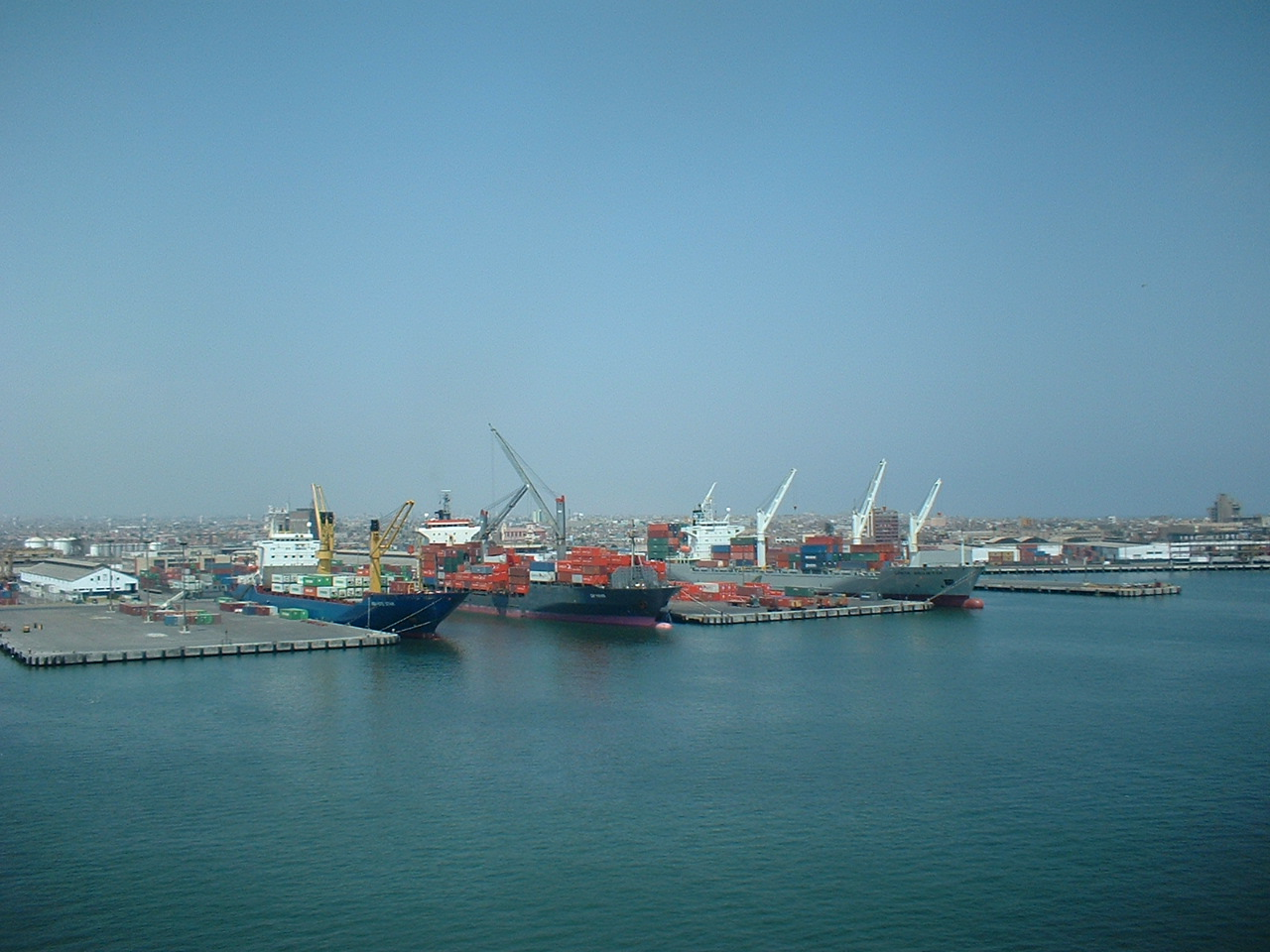
Puerto del Callao

La infraestructura del puerto ha mejorado en los últimos años debido a distintas inversiones que se han hecho producto de las concesiones. En el Callao existen cinco muelles (1,2,3,4 y Norte), que son de atraque directo, tipo espigón. Los cuatro primeros muelles tienen exactamente las mismas características: 182.80 metros de lado. Dos muelles tienen 30 metros de ancho y  los otros dos tienen 86. Existen dos amarraderos por muelle, entre 31 y 34 pies de profundidad y una longitud de 182.8 metros. Además, el muelle Norte tiene cuatro amarraderos, de una profundidad de entre 34 y 36 pies. Cada amarradero tiene una longitud de entre 20 y 30 metros. Los muelles están especializados para contenedores, graneles y multipropósito.
Existen once almacenes, de diversas áreas. Hay cuatro zonas para contenedores, y cinco patios de contenedores. Adicionalmente, hay un almacén cerrado especializado en granos. Existen dos grúas pórtico ZPMC y seis post-panamax, además de dos grúas muelle. Hay cerca de 4 movilizadores, 22 terminal trucks, y 10 elevadores, de distinta capacidad de carga (de 2.3, 3.2, 5.5 y 30 toneladas).

## Concesiones
El Muelle Norte está concesionado a APM Terminals, empresa que ganó el concurso público de concesión en abril de 2011. Otro de los muelles (Muelle Sur) está controlado por DP World Callao, una subsidiaria de Dubai Ports World, que empezó sus operaciones en mayo del 2010. El muelle centro esta concesionado a Consorcio Transportadora Callao.

## Estadísticas
Como manifiesta ENAPU, el Terminal Portuario del Callao tuvo una participación del 79.1 % en carga durante el 2000, donde lo más importante fue el flujo de mercancías en los rubros de exportación de harina de pescado, minerales, plomo, zinc, productos agroindustriales y la importación de maíz, trigo, arroz, repuestos y maquinarias para la producción peruana.
El puerto del Callao ha ido aumentando su tráfico de contenedores. En ese sentido, esta tendencia creciente sólo fue detenida, momentáneamente, por la crisis económica del 2008. La mayor parte de este crecimiento ha sido producto de las nuevas exportaciones del país y consecuente demanda de insumos del extranjero. En ese sentido, si bien El Callao se mantiene como un puerto importador, mantiene una porción importante de exportación de contenedores.
Respecto de las estadísticas de carga, las exportaciones superan ampliamente a las importaciones. Esto se debe fundamentalmente al impulso minero y agrícola. Durante el 2010 el tráfico de carga fue de 17.4 millones de toneladas métricas, de las cuales cerca de 10.3 millones fueron de exportación.

## Proyectos de expansión

### Muelle Sur
El 23 de octubre del 2022, se informó que la ampliación del muelle sur en el puerto del Callao, empezó en septiembre con una inversión de 350 millones de dólares para alcanzar una extensión de 1.050 metros, según informó el Ministerio de Transportes y Comunicaciones.
Al 22 de junio del 2023, el Ministerio de Transportes y Comunicaciones informo que las obras de ampliación del muelle sur del Callao tienen un avance del 60 % y están a cargo de la empresa concesionaria DP World Callao.
Cuando el nuevo muelle esté terminado y operativo, en el segundo trimestre de 2024, tendrá capacidad para recibir en simultáneo hasta tres buques neopanamax y ULCV (ultra large container vessel), que tienen 59 metros de ancho, 400 metros de largo y hasta 21,000 TEUs de capacidad.
Asimismo, el muelle sur casi duplicará su extensión actual y el patio de almacenamiento medirá 39 hectáreas. La nueva capacidad solo del Muelle Sur será de más de 2.7 millones de TEUs o contenedores de 20 pies.

### Muelle Norte
Este año empezará la planificación de obras para el rediseño del Muelle Norte del Callao, APM Terminals, concesionarios del proyecto. Este rediseño planifica la construcción de una batería de silos verticales para granos limpios con capacidad de 60.000 toneladas, la compra de un sistema para la operación de silos, la adquisición de dos descargadores continuos de granos, la construcción de 2,13 hectáreas de pavimentos y finalmente la obtención de equipos para implementar un acceso para carga general en una de sus puertas principales
La inversión original destinada al proyecto era de US$749 millones, pero será ampliada hasta US$1.200 millones gracias a las adiciones. Se contempla que el muelle poseerá una capacidad de 2,8 millones de TEUs y 15,5 millones toneladas en carga general.

### Antepuerto
En 2023 se propuso la construcción de una nueva superficie de 207 mil metros cuadrados entre las avenidas Néstor Gambetta y Contralmirante Mora. Tendría capacidad de albergar 729 vehículos pesados.

## Hermanamiento
Se encuentra hermanado con los siguientes puertos:
- Valparaíso: firmado el 29 de noviembre del 2002 por la Empresa Nacional de Puertos (ENAPU) del Perú y la Empresa Portuaria Valparaíso de Chile.[22]
- Montevideo: firmado el 25 de enero del 2011 por la Autoridad Portuaria Nacional del Perú y la Administración Nacional de Puertos de Uruguay.[23]